# Gagea peduncularis
Gagea peduncularis är en liljeväxtart som först beskrevs av Karel Presl, och fick sitt nu gällande namn av Adolf Adolph A. Pascher. Gagea peduncularis ingår i Vårlökssläktet och i familjen liljeväxter. Inga underarter finns listade.